# Weistrach
Weistrach là một thị trấn ở huyện Amstetten trong bang Niederösterreich ở nước Áo. Đô thị này có diện tích 35,76 km², dân số năm 2017 là 2192 người.